# Monstrotyphis montfortii
Monstrotyphis montfortii is een slakkensoort uit de familie van de Muricidae. De wetenschappelijke naam van de soort is voor het eerst geldig gepubliceerd in 1863 door A. Adams.